# Stal narzędziowa stopowa do pracy na gorąco
Stal narzędziowa stopowa do pracy na gorąco – stal stopowa narzędziowa stosowana na narzędzia do obróbki plastycznej na gorąco i do budowy form odlewniczych narażonych na bardzo wysokie temperatury w czasie pracy. Wymaga się, by stale te zachowały swoje właściwości do temperatury +600 °C. Osiąga się to poprzez zastosowanie wolframu i molibdenu jako dodatków stopowych nawet do 8-10%, jak to ma miejsce przy stali WWV. Polska Norma wymieniała szereg stali do pracy na gorąco, między innymi WCMB, WNL, WCL, WCLV, WLV, WLK, WWS1 i WWV. Zawartość w nich węgla należy do zakresu 0,25-0,6%, chromu 1,0-5,5%, molibdenu i wolframu 1,0 do 10,0%, manganu w zakresie 1,0%, krzemu 0,2-1,2%, są także obecne pewne dodatki wanadu, berylu, kobaltu i niklu. Obecnie obowiązuje Europejska Norma, gdzie np. X37CrMoV5-1 to odpowiednik dawnego WCL, a 55NiCrMoV7 to dawny WNLV. W praktyce, wobec symbolicznej produkcji krajowych hut stosuje się oznaczenia stali niemieckie, tzw. Werkstoff. WCL to 1.2343, WCLV to 1.2344, WNL to 1.2713, WNLV to 1.2714.
Najczęstszymi zastosowaniami stali narzędziowych do pracy na gorąco jest wytwarzanie: matryc do pras i kuźniarek, stempli do spęczniania, trzpieni i ciągadeł do przeciągania na gorąco rur i prętów, bębnów walcarek, noży, przebijaków do gorących blach itp.